# Sirena de Fiyi

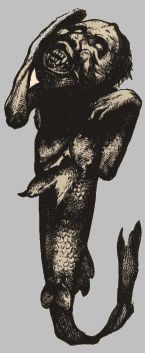
La sirena de Fiyi de P.T. Barnum Feejee (1842)

La Sirena de Fiyi o Sirena de Fiji (en inglés Fiji mermaid o también Feejee mermaid) fue un objeto formado con el torso y la cabeza de un mono juvenil cosido a la mitad posterior de un pez, y recientes estudios de ADN confirman que también tenía el torso de iguana. Este era una de las atracciones que se solían presentar en los espectáculos de fenómenos, donde era presentado como el cuerpo momificado de una criatura que era presuntamente mitad mamífero y mitad pez, otra versión de la mitológica sirena. El original tenía el cuerpo cubierto de escamas en la parte inferior sobre el que se superponía el pelo de animal en la zona de la unión con el cuerpo. La boca estaba abierta de par en par mostrando sus dientes en actitud bastante amenazante. La mano derecha estaba apoyada en la mejilla derecha y la mano izquierda junto al cuerpo por debajo de su mandíbula izquierda más baja. Este ejemplar fue presuntamente capturado cerca de las Islas Fiyi en el Pacífico Sur. Posteriormente se fabricaron varias réplicas y variaciones de este tema y se exhibieron bajo nombres y supuestos similares. El objeto original estuvo exhibido por P. T. Barnum en el Barnum's American Museum en Nueva York en 1842 y después desapareció. Se asume que lo más probable es que fuera destruido en uno de los numerosos incendios que destruyeron las colecciones de Barnum.

## Historia

### Sirenas en leyendas y folclore
Las leyendas sobre las sirenas se remontan a miles de años. Los viajeros del mar todavía mantienen sus ojos abiertos con la esperanza de capturar esta mítica criatura. Las actuales sirenas han sido presentadas en los espectáculos desde hace bastante tiempo. A menudo eran dugongos. Durante el Renacimiento y el Barroco los restos de sirenas eran una pieza usual en los gabinetes de curiosidades, los antecesores de nuestros museos.

### P. T. Barnumy los orígenes de "la sirena de Fiyi"
Los pescadores en Japón y en las Indias Orientales habían construido durante mucho tiempo "híbridos" cosiendo los cuerpos superiores de los simios sobre los cuerpos de los peces. A veces eran usados con fines religiosos.
El capitán americano Samuel Barrett Edes compró la Sirena de Barnum de los marineros japoneses en 1822 por una cantidad de 6000 dólares. No teniendo fondos suficientes, Edes "tomó prestado" el capital de la cuenta de gastos del buque. Gracias al capitán Edes, la "sirena" fue exhibida en Londres en 1822 y anunciada en el periódico "The Mirror".
Después de la muerte del capitán Edes, su hijo tomó posesión de la "sirena" y la vendió en 1842 a Moses Kimball, propietario del Boston Museum, un museo que exhibía numerosas curiosidades y animales disecados. Kimball fue a Nueva York ese verano a conocer a su rival y llevó consigo la sirena de Fiyi para mostrarla a P. T. Barnum. Antes de aceptar la exhibición de la sirena de Fiyi, el afamado showman P.T. Barnum y proveedor de curiosidades hizo que la pieza fuera examinada por un naturalista. El naturalista, al notar los dientes y aletas de la "criatura", no pudo concebir como había sido hecha pero, al no creer en la existencia de las sirenas, se negó a autentificar el artefacto. A pesar de las dudas del naturalista, Barnum creyó que la reliquia atraería al público al museo. Kimball seguiría siendo el dueño único de la criatura mientras que Barnum lo alquiló por 12,50 dólares a la semana.
Habiendo alquilado la sirena, Barnum generó publicidad enviando cartas bajo pseudónimo a los periódicos de Nueva York, Alabama, Carolina del Sur, y Washington D. C. Las cartas comentaban  que había una sirena en posesión del "Dr. J. Griffin", que supuestamente había capturado mientras estaba en Sudamérica. Griffin era en realidad Levi Lyman, uno de los asociados de P. Barnum. Para mantener el plan funcionando, Griffin se registró en un hotel de Filadelfia. Después de quedarse unos días y ganarse una buena reputación con el público, Griffin mostró al propietario del hotel la sirena como un agradecimiento por su hospitalidad. El patrón estaba tan intrigado que le rogó que le mostrara la sirena a algunos de sus amigos, muchos de los cuales eran editores. Esto hizo que el público se interesara por la sirena de Fiyi.
La sirena de Fiyi aprovechó la curiosidad del público. Griffin viajó a Nueva York y al principio solo se lo mostró a una pequeña audiencia y luego lo exhibió en el Concert Hall durante una semana. En realidad solo se mostró durante cinco días porque Barnum supuestamente había "convencido" a Griffin de llevar la sirena al Museo Americano de Historia Natural. Mientras en el museo, Barnum tenía 10.000 folletos ilustrados que describían a las sirenas y su espécimen en particular.

### Después de Barnum
Mientras era exhibida por P. T. Barnum, la sirena de Fiyi comenzó a crear controversia, especialmente en el Sur. Después de su debut, se perdió de vista. En la década de 1860, el museo de Barnum se incendió varias veces. Durante uno de esos incendios, el ejemplar exhibido en el museo supuestamente se perdió. Sin embargo, el concepto de sirena de Fiyi fue tan popularizado por Barnum, que desde entonces se ha copiado muchas veces en otras atracciones.

### La sirena de Peabody
Hay controversia hoy sobre si la sirena de Fiyi realmente desapareció en el fuego o no. Muchos afirman tener el ejemplar original, pero el Museo Peabody de Arqueología y Etnología de la Universidad de Harvard tiene la mayor prueba de que su exhibición es el original real. No parece completamente la misma, pero tiene la misma nariz plana y los dientes descubiertos. Se piensa que el fuego pudo haber alterado la apariencia de la sirena y esa es la razón de que el aspecto de la misma no es exactamente igual al que tuvo en posesión de Barnum.

## Encarnaciones posteriores

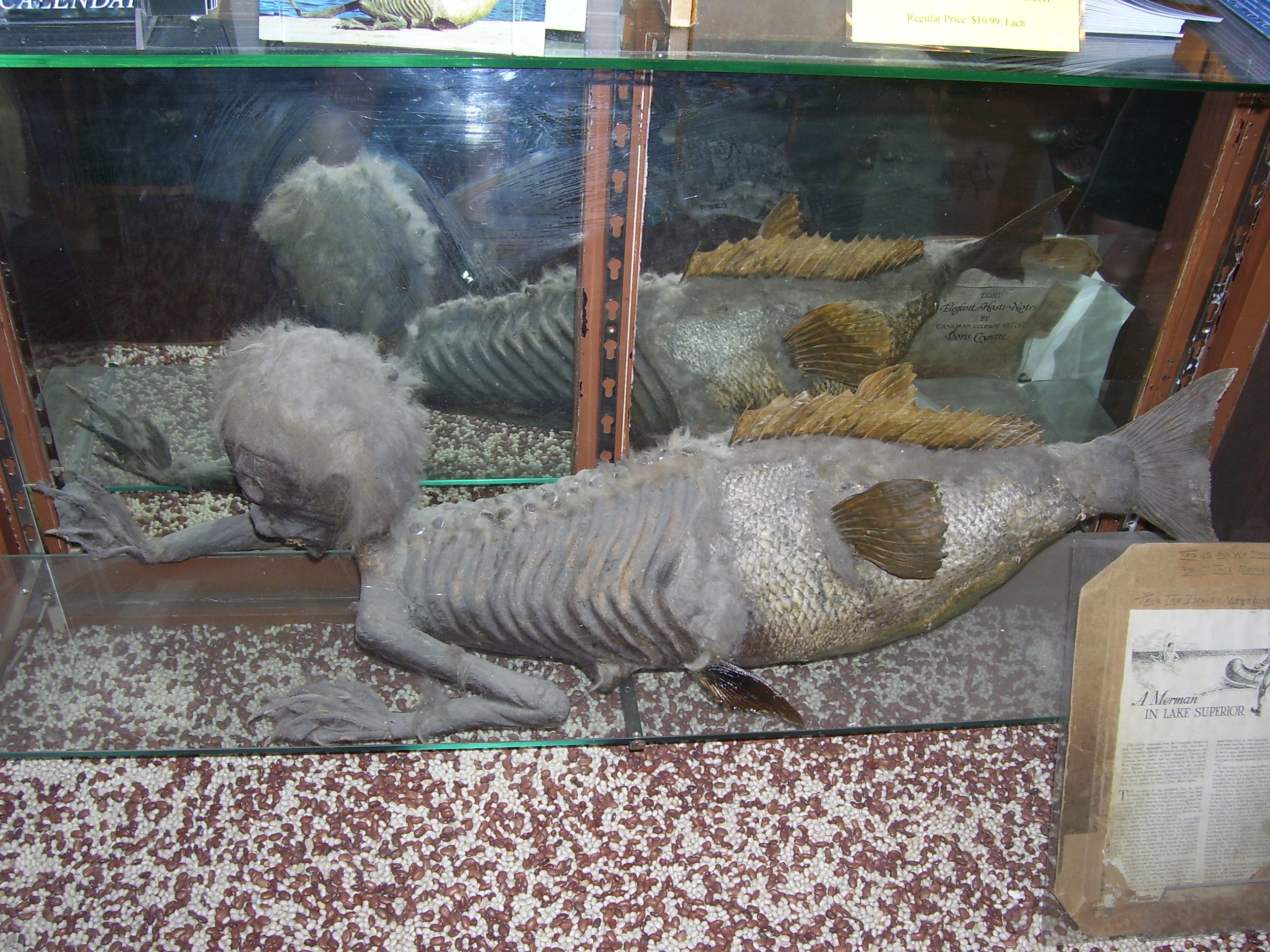
The Banff Merman, similar a la sirena de Fiyi, en un expositor en The Indian Trading Post

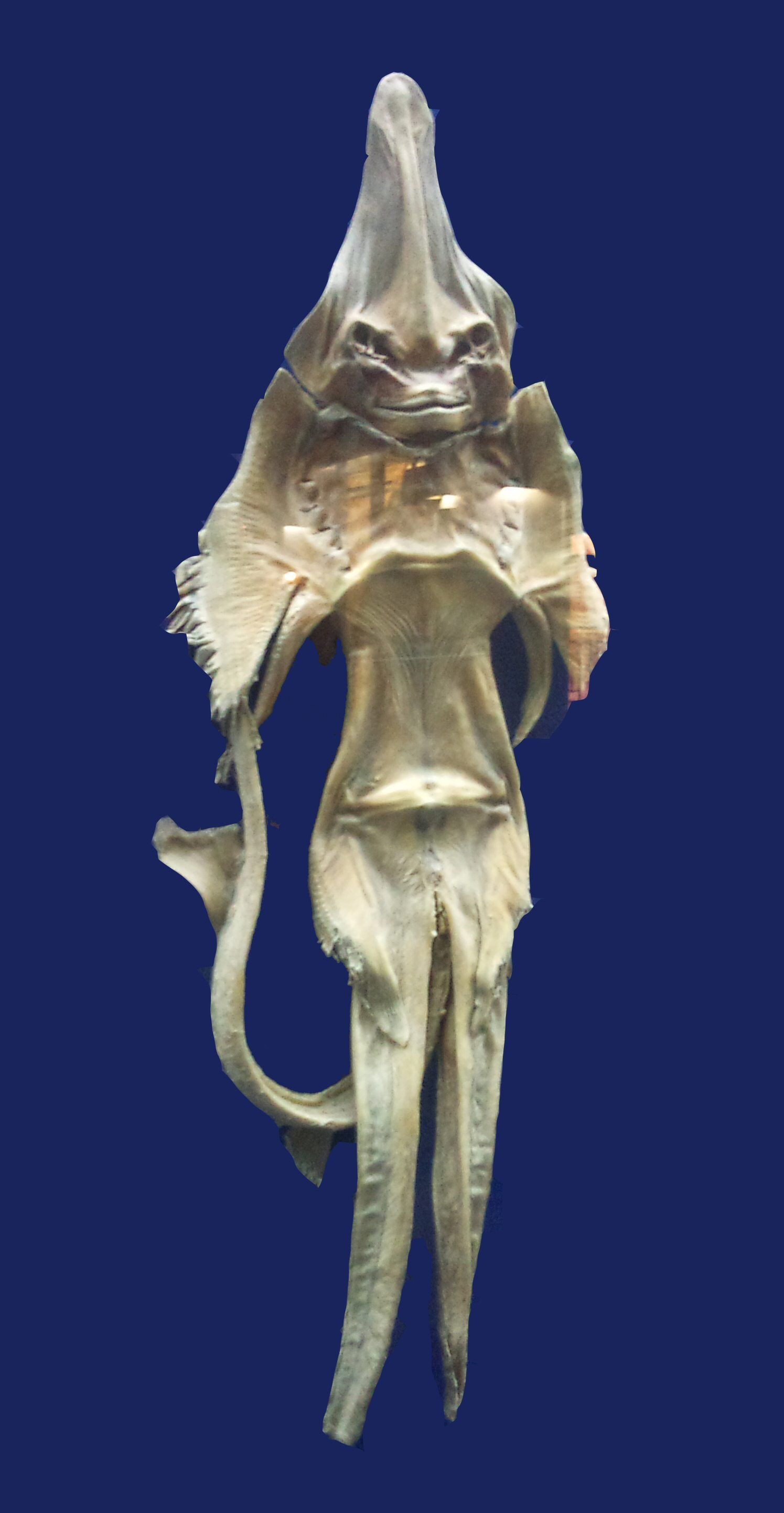
Figura antropomorfa creada a partir de una raya disecada y recortada. Museo de Mashhad, (Irán).

En su obra Secrets of the Sideshows, Joe Nickell documenta  varios demandantes modernos al título de la "verdadera" sirena original de Barnum, o como él los describe, "falsificaciones de la falsificación de Barnum". Ejemplares aparecidos en Ripley's Believe It or Not!, en la feria de Coney Island y Bobby Reynolds' traveling sideshow reclaman el título, pero en opinión de Nickell, no debe creerse a ninguno. También describe una actualización de la tradición que utiliza un elaborado sistema para proyectar la imagen de una mujer viva en una pecera, dando la apariencia de que solo tiene una pulgada o dos de largo. El autor cuenta la historia de un artista que fumaba un cigarrillo en su cámara oculta; el hombre de afuera se tuvo que enfrentar con un espectador furioso que exigió saber cómo esto era posible si la "sirena" estaba bajo el agua.
En la exposición que el Museo de Orsay consagró entre octubre de 2008 y febrero de 2009 al pintor belga James Ensor (Ostende 1860-1949) se mostró el ejemplar de una Sirena de Fiyi que perteneció al artista.
En el volumen de noviembre de 2009 de la revista Fortean Times apareció una guía para construir una sirena de Fiyi, en un artículo escrito por el especialista en efectos especiales Alan Friswell. En lugar de utilizar partes de un mono y un pez, Friswell usaba papel maché y pasta para modelar, sellado con pasta de encolar y con pelo de muñecas pegado al cuero cabelludo.

## La sirena de Fiyi en la cultura popular
- En La casa de los 1000 cadáveres de Rob Zombie, el personaje de Rainn Wilson es asesinado y su cadáver se transforma en una sirena de Fiyi a través de la taxidermia.
- En los años 90, la serie de televisión Expediente X, el episodio 'Humbug' representa la posibilidad de una serie de asesinatos de feria que se haya cometido por una sirena de Fiyi.
- En el 2010 la serie animada Scooby-Doo! Misterios S.A., la Sirena de Fiyi hace una aparición como uno de los objetos en exhibición en el Darrow's Oddity Museum, en el episodio "The Secret Serum".
- En la serie de dibujos animados 2012 Gravity Falls, la sirena de Fiyi hace una aparición como uno de los objetos en exhibición en el Mystery Shack, que aparece por primera vez en el episodio Tourist Trapped.
- En 2012, la banda de rock independiente Mewithoutyou grabó la canción "Sirena de Fiyi" en su quinto álbum, Diez historias.[18]
- Hacen su aparición en Mermaids: The New Evidence, una secuela de la docuficción Mermaids: the body found.